# De rode planeet
De rode planeet (Engelse titel: Red Planet) is een sciencefictionroman uit 1977 van de Amerikaanse schrijver Robert Heinlein.

## Synopsis
Twee kolonistenzonen, Jim Marlowe en Frank Sutton die op kostschool zitten op Mars, komen in contact met een Martiaans wezen, Gekko, met wie ze vriendschap sluiten. Ze ontdekken dat Beecher, de koloniale administrator van Mars in het geheim de jaarlijkse migratie van de kolonisten wil tegenhouden om geld te besparen. Ze lopen weg van school en trekken op een tocht van 3000 kilometer over het oppervlak van de rode planeet Mars om hun ouders te verwittigen. Na een reis vol gevaren kunnen ze de kolonisten verwittigen die daarop de school bezetten. Beecher en zijn medeplichtige Mr.Howe, het schoolhoofd bewapenen zich en sluiten zich op in hun kantoor. Verschillende Martianen komen toe in het schoolgebouw en laten de twee verdwijnen. De Martianen hadden tot nu toe de mensen toegelaten op de planeet maar stellen ze nu een ultimatum: verlaat de planeet of anders… Dankzij Jims vriendschap en na onderhandelingen mogen de kolonisten toch op de planeet blijven.